# Caroline Delas
Caroline Delas (ur. 27 lutego 1980 w Langon) – francuska wioślarka.

## Osiągnięcia
- Mistrzostwa Świata Juniorów – Hazewinkel 1997 – ósemka – 7. miejsce[1].
- Mistrzostwa Świata Juniorów – Linz 1998 – dwójka bez sternika – 5. miejsce[1].
- Mistrzostwa Świata – Lucerna 2001 – dwójka podwójna – 11. miejsce[1].
- Mistrzostwa Świata – Sewilla 2002 – dwójka podwójna – 6. miejsce[1].
- Mistrzostwa Świata – Mediolan 2003 – dwójka podwójna – 9. miejsce[1].
- Igrzyska Olimpijskie – Ateny 2004 – dwójka podwójna – 7. miejsce[1].
- Mistrzostwa Świata – Gifu 2005 – czwórka podwójna – 6. miejsce[1].
- Mistrzostwa Świata – Eton 2006 – ósemka – 10. miejsce[1].
- Mistrzostwa Świata – Mediolan 2007 – czwórka podwójna – 9. miejsce[1].
- Mistrzostwa Europy – Ateny 2008 – jedynka – 7. miejsce[1].